# Le Rêve (ballet)
Pour les articles homonymes, voir Le Rêve et Rêve (homonymie).
Le Rêve (The Dream) est un ballet en un acte adapté du Songe d'une nuit d'été de Shakespeare, avec une chorégraphie de Frederick Ashton sur une musique de Mendelssohn arrangée par John Lanchbery. Il fut créé par le Ballet royal britannique à l'Opéra royal de Covent Garden le 2 avril 1964, dans un programme triple avec Images of Love de Kenneth MacMillan et Hamlet de Robert Helpmann.

## Contexte
Le ballet est présenté à l'occasion du 400e anniversaire de la naissance de Shakespeare. Ashton réduit considérablement l'intrigue de Shakespeare, abandonnant Thésée et Hippolyte ainsi que la pièce dans la pièce, Pyrame et Thisbé. Le ballet est centré sur les fées et les quatre amoureux d'Athènes perdus dans la forêt.
Lanchbery adapte l'ouverture et la musique de scène que Mendelssohn avait écrites pour la pièce en 1826 et 1842.
Ashton et ses collaborateurs Henry Bardon et David Walker, placent l'action dans les années 1840.

## Action
Dans la forêt près d'Athènes, Obéron, roi des fées, se bat furieusement avec sa femme Titania, car ils convoitent tous deux le même jeune Indien dans leur entourage. Obéron décide de punir Titania pour son insolence et envoie sa servante, l'espiègle fée Puck, à la recherche d'une pensée : la rosée de la fleur, versée dans les yeux de Titania endormie, la fera tomber amoureuse de la première personne qu'elle pourra voir à son réveil.
Pendant ce temps, Oberon et Puck se mêlent de la vie de quatre amants qui errent sur leur chemin.
Une grande confusion s'ensuit, entre les quatre mortels alors que leurs amours s'entrelacent, et au sein d'une troupe d'acteurs, dont l'un est transformé en âne pour devenir l'amant de Titania.
En fin de compte, Oberon et Titania font la paix et Puck ramène les choses à leur ordre naturel.

## Danseurs[4].
- Titania – Antoinette Sibley
- Obéron – Anthony Dowell
- Garçon indien changeling – Alan Bauch
- Rondelle – Keith Martin
- En bas – Alexander Grant
- Rustique – Lambert Cox
- Rustique – David Jones
- Rustique – Keith Milland
- Rustique – Plasté Ronald
- Rustique – Douglas Steuart
- Hélène – Carole Needham
- Hermia – Vergie Derman
- Démétrius – David Drew
- Lysandre – Derek Rencher
- Fleur des pois – Ann Howard
- Toile d'araignée – Mavis Osborn
- Moucheron – Ann Jenner
- Grain de moutarde – Jacqueline Haslam

## Réception
Dès le début, la pièce reçut de bonnes critiques. Le Times et The Observer notaient que le rôle des hommes était particulièrement fort. Dans ce dernier, Alexander Bland qualifia la pièce de «premier ballet d'Ashton à être fortement orienté en faveur des hommes». Lorsque le ballet fut présenté à New York en 2002, la critique Mary Cargill écrivit à propos du décor victorien :

« Pour une fois, ce cliché temporel fonctionne, car Ashton a utilisé les fantasmes de l'époque pour créer son ballet magique, et non les réalités de l'époque. Il n'a pas chorégraphié Obéron comme un industriel à chapeau haut de forme et Titania comme son épouse bourgeoise et hyperactive, comme le voudraient tant de productions mornes et sans imagination de la pièce, mais il les a modelés sur les fantasmes du début de l'ère victorienne. La chorégraphie d'Ashton pour le corps est un commentaire élégant et spirituel sur l'époque, avec des mouvements rapides et argentés, et un haut du corps doux et fluide, avec de délicats échos du style romantique (à un moment donné, les quatre suivantes de Titania prennent la célèbre pose du Pas de Quatre des vieilles lithographies, une image magnifiquement conçue en elle-même, et une joie supplémentaire pour ceux qui connaissent l'histoire du ballet). Ashton a distillé l'action de la pièce pour se concentrer sur les querelles entre Titania et Obéron, et entre les amants, qui se terminent par une réconciliation magique. Sa structure de base est sans faille ; l'histoire se déroule dans un décor unifié, et l'action coule avec une telle fluidité que l'habileté dramatique impliquée est cachée. »

## Reprises
Le ballet d'Ashton fut donné par la compagnie itinérante du Royal Ballet dans les années 1960 et 1970, avec des décors et des costumes conçus par Peter Farmer.
Une nouvelle production, avec la chorégraphie d'Ashton reproduite sous la direction d'Anthony Dowell, fut donnée à Covent Garden le 6 juin 1986.
Entre autres productions, le ballet d'Ashton a été donné par l'Australian Ballet (1969) ; la production enseignée à partir de la partition (notation Benesh) écrite par Faith Worth.
En 1973, The Dream entre dans la représentation du Joffrey Ballet et est mis en scène par John Hart et Faith Worth. Les trois productions suivantes — le Ballet royal suédois (1975), le Ballet national des Pays-Bas (1977) et le Ballet national du Canada (1977) — ont été mises en scène par Faith Worth à partir de sa partition en notation Benesh.
Le Théâtre de ballet américain (2002) donne une représentation à l'Orange County Performing Arts Center, Costa Mesa, en Californie, qui fut enregistrée en juillet 2003 et est disponible en DVD. Cette version met en vedette Ethan Stiefel dans le rôle d'Oberon, Alessandra Ferri dans le rôle de Titania et Herman Cornejo dans une performance déterminante dans le rôle de Puck.